# Sieneke
Sieneke Peeters, född 1 april 1992 i Nijmegen, Nederländerna, är en nederländsk sångerska, som representerade Nederländerna med sitt bidrag Ik ben verliefd (Sha-La-Lie), i Eurovision Song Contest 2010. Hon lyckades dock inte ta sitt land till finalen den 29 maj då hon åkte ut i semifinalen.